# 諾布角 (南桑威奇群島)
諾布角（英語：Knob Point），是南極洲的海岬，位於南桑威奇群島，處於溫德凱申島西南端，在1930年由英國探險隊繪入地圖，該海岬由英國海外領土管轄。